# Trois Pachas
Les Trois Pachas (en turc Üç Paşalar) sont les membres du triumvirat qui a dirigé l'Empire ottoman de 1913 à la fin de la Première Guerre mondiale. Il s'agit du grand vizir (Premier ministre) et ministre de l'Intérieur Mehmet Talaat Pacha (1874-1921), du ministre de la Guerre Ismail Enver Pacha (1881-1922) et du ministre de la Marine Ahmed Djemal Pacha (1872-1922). Ils sont les personnalités politiques dominantes de l'empire pendant la Première Guerre mondiale, largement responsables de son entrée dans la guerre, ainsi que de la planification et de l'exécution du génocide arménien.

## Actions

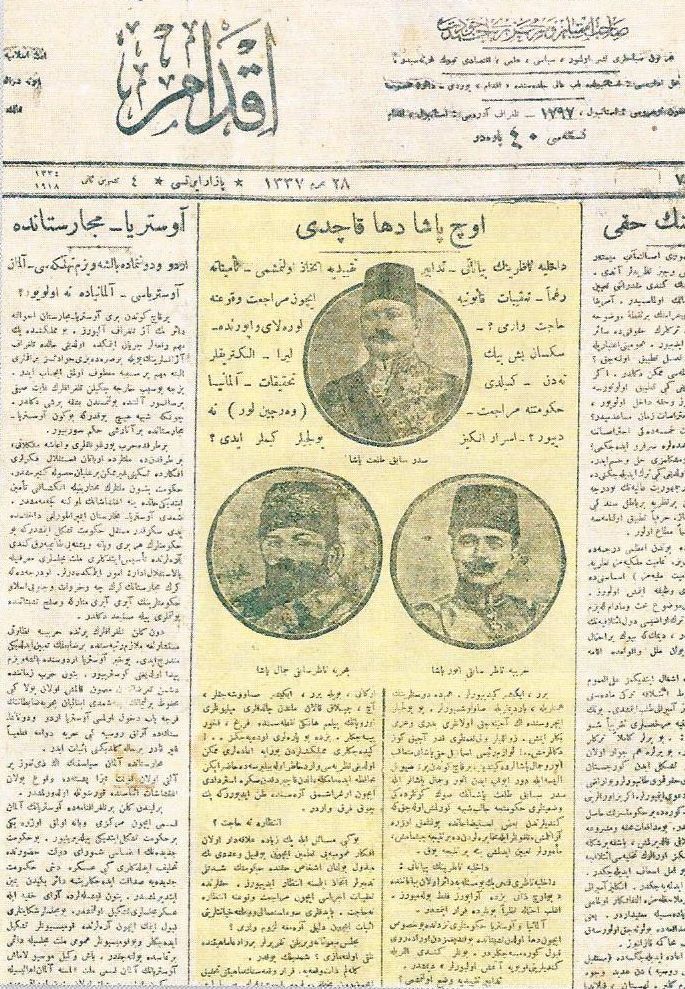
La première page du journal ottoman İkdam, le 4 novembre 1918 guerre mondiale, à la suite de la fuite des Trois Pachas après la Première Guerre mondiale.

Les historiens occidentaux estiment qu'après le coup d'État ottoman de 1913 (en), ces trois hommes sont devenus les dirigeants de facto de l'Empire ottoman jusqu'à sa dissolution après la Première Guerre mondiale,. Ils sont membres du Comité Union et Progrès,, une organisation progressiste qu'ils finissent par contrôler et transformer en un parti politique principalement panturquiste, ce qui signifie, dans les mots d'Enver Pacha, « le déplacement des dhimmis », (la population non musulmane) de l'Empire ottoman. Cette position mène au génocide des Arméniens, des Assyriens et des Grecs pontiques durant la guerre.
Les Trois Pachas sont les principaux acteurs de l'alliance germano-ottomane et de l'entrée de l'Empire ottoman dans la Première Guerre mondiale au côté des puissances centrales. L'un des trois, Ahmed Djemal, est opposé à une alliance avec l'Allemagne, et les diplomaties française et russe tentent de garder l'Empire ottoman hors de la guerre ; mais l'Allemagne mène une campagne en faveur de son engagement. Finalement, le 29 octobre 1914, le point de non-retour est atteint lorsque l'amiral Wilhelm Souchon prend le commandement du SMS Goeben, du SMS Breslau, et d'un escadron de navires de guerre turcs dans la mer Noire (voir poursuite du Goeben et du Breslau) et mène des raids sur les ports russes d'Odessa, de Sébastopol et de Théodosie. Au début du mois d'octobre 1914, Ahmed Djemal serait convenu d'autoriser l'amiral Souchon à lancer une frappe préventive.
Les trois haut dignitaires, se partageant le pouvoir, étaient à l'évidence inexpérimentés. Ismail Enver prend seulement une fois le contrôle de toute une activité militaire : la bataille de Sarıkamış, qui se conclut par une lourde défaite et laisse la 3e armée ottomane exsangue. Quant à Ahmed Djemal, la première offensive de Suez et la révolte arabe de 1916-1918 sont ses plus importants échecs. Du côté de Mehmet Talaat, il est considéré comme le principal organisateur du génocide arménien : on lui attribue l'ordre de « tuer tous les hommes, femmes et enfants arméniens sans exception ».
La guerre perdue, les Trois Pachas s'enfuient à Berlin, à la suite de l'armistice de Moudros. Tous trois sont condamnés à mort par contumace pour leur implication dans le génocide arménien le 5 juillet 1919 par une cour martiale de Constantinople. Finalement, Talaat et Djemal sont assassinés lors de l'opération Némésis et Enver est tué au Tadjikistan par un bataillon de l'armée rouge commandé par l'Arménien Hagop Melkoumian, pendant la guerre civile russe,,.

## Réputation dans la république de Turquie
Après la Première Guerre mondiale et la guerre d'indépendance turque, une grande partie de la population de la récente république de Turquie, ainsi que son fondateur Mustafa Kemal Atatürk, ont largement critiqué les Trois Pachas pour avoir causé l'entrée de l'Empire ottoman dans la Première Guerre mondiale, et l'effondrement de l'État. Dès 1912, Mustafa Kemal avait rompu ses liens avec le Comité Union et Progrès des Trois Pachas, insatisfait de la direction qu'avait pris le parti, développant ainsi une rivalité avec Enver Pacha. Bien plus tard, Enver Pacha tente de rejoindre la guerre d'indépendance turque, le gouvernement d'Ankara sous Atatürk bloque son retour en Turquie et ses tentatives pour adhérer à l'effort de guerre.